# Роберт II Фландрський
Роберт I Єрусалимський (фр. Роберт II де Фландрія, 1065 — 5 жовтня 1111, похований в абатстві сен-Вааст, Аррас) — граф Фландрії в 1093–1111, син Роберта I, графа Фландрії, і  Гертруди Саксонської. Походив з Першого Фландрського дому.

## Життєпис
У 1085–1091 Роберт II керував Фландрією від імені батька під час його паломництва в Святу землю.

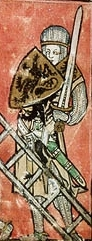

У 1096 Роберт відповів згодою на заклик папи Урбана II вирушити у  хрестовий похід. Його супроводжували Гуго I, граф Вермандуа, Раймунд IV, граф Тулузи, Роберт III Куртгез, герцог Нормандії, Бодуен II, граф Ено, Боемунд Тарентський і його племінник Танкред Тарентський.
Роберт брав участь в облозі Нікеї, захопленні Антіохії в жовтні 1097 і захопленні Єрусалиму 15 липня 1099 рік. У вересні 1099 він відмовився від подальшої участі в поході і повернувся до Фландрії з Робертом Куртгезом, привізши дорогоцінну реліквію — руку  святого Георгія, пожертвувану йому  імператором Візантії  Олексієм I Комніном і передав її в абатство Анхен. У той же час побудував абатство Сен-Андре в Брюгге в районі Сен-Андре. За участь в хрестовому поході отримав прізвисько Єрусалимський.
Під час його відсутності імператор  Священної Римської імперії Генріх IV намагався захопити Фландрію. Роберт відповів повстанням міста Камбре проти імператора і його прихильника, єпископа Галшера, і захопив ряд замків. Мир був відновлений в 1102, але після 1105 новий імператор Генріх V рушив на Фландрію з підтримкою Бодуена III, графа Ено і армії з Голландії. Роберту вдалося їх зупинити, і був підписаний новий мир, в якому імператор визнав його претензії на Дуе і Камбре.
У 1103 Роберт уклав союз з  Генріхом I,  королем Англії, пропонуючи тисячу кавалеристів в обмін на щорічну ренту. Але коли Генріх відмовився платити, Роберт в союзі зі своїм номінальним сюзереном,  Людовиком VI,  королем Франції, напав на  Нормандію. Скориставшись відсутністю Людовика, Тібо IV де Блуа своєю чергою очолив повстання французьких феодалів. Роберт повів армію в  Мо, але 5 жовтня 1111, недалеко від міста, він був смертельно поранений, впав з коня і потонув в Марні.

## Родина
Дружина (до 1092) — Клеменса Бургундська (бл. 1078 — бл. 1133), дочка графа Бургундії Гильйома I.
Діти:
- Бодуен VII (1092 / 1093—1119) — граф Фландрії з 1111.
- Гільйом (1094–1109, похований в Сен-Бертіні).
- ? (1095—?).